# Chemkon
Chemkon (Eigenschreibweise in Majuskeln), auch Chemie konkret, ist die Mitgliederzeitschrift der Fachgruppe Chemieunterricht (FGCU) der Gesellschaft Deutscher Chemiker (GDCh). Die Zeitschrift wird sowohl online (ISSN 1521-3730) als auch in einer Print-Version (ISSN 0944-5846) publiziert. Von 1993 bis 2004 war Walter Jansen, der auch Gründungsmitglied ist, verantwortlicher Redakteur. Chefredakteurin war bis Dezember 2017 Ilka Parchmann. Seit Januar 2018 wird die Chefredaktion von Arnim Lühken (Universität Frankfurt) und Marco Oetken (PH Freiburg) gemeinsam mit Timm Wilke (Universität Oldenburg) gestellt. Einige Artikel sind nur für Mitglieder oder gegen Bezahlung zugänglich (Paywall), andere sind frei zugänglich (Open Access), z. B. die Aufgaben für Schülerinnen und Schüler.
Die Zeitschrift hat Peer-Review und wurde 1993 aus dem Informationsblatt der Fachgruppe Chemieunterricht der GDCh gegründet.
Die Zeitschrift erscheint bei Wiley/VCH, seit Januar 2018 in vier Print-Ausgaben und acht Online-Ausgaben pro Jahr. Die vier zusätzlichen Online-Ausgaben sollen vornehmlich Themen der Sekundarstufe II behandeln.